# イギリス鉄道380形電車
380形はスコットランドで運行されるイギリスの電車である。アベリオ・スコットレールによってエアシャー及びインヴァークライドの路線を中心に使用されている。
シーメンスが製造するデジロUKシリーズの車両であり、同シリーズには当形式の他に185形、350形、360形、444形、450形が含まれる。

## 概要
380形は中止となったグラスゴー・エアポート・レール・リンク用として計画されたものであり、2008年7月11日にシーメンスとの契約締結がトランスポート・スコットランドによって発表された。
編成両数の増加のため、3両編成22本と4両編成16本が発注され、これに備えてエアシャー・コースト線とインヴァークライド線ではホームの延長工事が行われた。仕様面では障碍者の利用に制限が発生しないことのほか、流線形としつつ前面に貫通路を設けることが規定された。1本目の公開では、3両編成に380/0形、4両編成に380/1形の形式区分が与えられることが明らかにされた。
2010年9月には、技術的問題の発生により車両の受領が停止された。これにより、新たに再開業したエイドリー - バスゲイト・レール・リンクを含むスコットレールの路線網の一部で減便が発生している。
380形はグラスゴー・シールズ・ロード車両基地に配置され、エアシャー・コースト線とインヴァークライド線で運行されていた334形及び318形を置き換えた。これにより、334形はノース・クライド線に、318形はアーガイル線に転属となった。また、ノース・ベリック線で使用されていた322形も置き換えられ、ノーザン・レールに転属した。

## 運用
2019年現在、380形はグラスゴー・セントラル駅発着のエアシャー・コースト線インヴァークライド線、カスカート・サークル線列車で運行されている。また、必要な場合にはクロイ線にも入線可能である。
380形は2010年12月8日に営業運転を開始した。
2012年11月21日からは新たに電化されたペイズリー・キャナル線でも運行されている。この電化計画は2012年7月にファースト・スコットレールとネットワーク・レールによって開始されたものであり、工事は同年9月29日に開始、月曜日から木曜日の夜間と週末を中心に行われ11月8日に完成した。電化後は380形と314形によって運行が開始され、同年12月のダイヤ改正を持ってそれまで使用されていた156形は他路線に転属している。
2014年12月のダイヤ改正では、ウィフレット線の電化に伴いアーガイル線ラナーク（英語版・街）発着列車がグラスゴー・セントラル駅上層階を発着するようになった。これらの列車には所定の318形や320形の他に380形もしばしば用いられる。
385形の増備の遅れにより、2017年12月から2019年12月までの間、一時的措置としてグラスゴー - フォルカーク - エディンバラ線やノース・ベリック線などでも使用されていた。

## 編成表
| 形式    | 運用者                   | 編成両数 | 製造本数 | 製造期間    | 編成番号        |
| ------- | ------------------------ | -------- | -------- | ----------- | --------------- |
| 380/0形 | アベリオ・スコットレール | 3両      | 22本     | 2009 - 2011 | 380001 - 380022 |
| 380/1形 | アベリオ・スコットレール | 4両      | 16本     | 2009 - 2011 | 380101 - 380116 |